# Alfred Hermann Fried

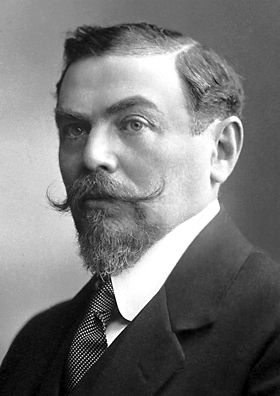
Alfred Hermann Fried

Alfred Hermann Fried (* 11. November 1864 in Wien, Kaisertum Österreich; † 4. Mai 1921 ebenda) war ein österreichischer Pazifist und Schriftsteller. Als Gründer der Zeitschrift Die Waffen nieder!  und weiterer Aktivitäten für den Frieden erhielt Fried 1911 gemeinsam mit dem Organisator der Internationalen Konferenz für Privatrecht im Haag, Tobias Asser, den Friedensnobelpreis.

## Familie
Alfred Fried wurde in Wien in eine ungarisch-jüdische Familie geboren. Seine Eltern waren der Privatbeamte Samuel Fried (geboren 1832 in Szigetvár, Königreich Ungarn) und dessen Frau Bertha geborene Engel aus Budapest. Deren Eltern waren der Kaufmann Leopold Engel (Budapest-† 1877, Wien) und dessen Ehefrau Babetta geb. Weiss (Budapest-† 1870, Wien), beide auf dem Jüdischen Friedhof in Währing begraben. Frieds Tante Kathinka Engel heiratete den Schriftsteller Ludwig Ganghofer. Seinem Onkel Moritz Engel gehörte das bedeutende Wiener Salonblatt. Fried heiratete drei Mal: in erster Ehe Gertrud Gnadenfeld, in zweiter Ehe Martha Holländer (die Schwester von Felix Hollaender) sowie in dritter Ehe, 1908, Therese Frankl (geb. Vollandt), die Ex-Gattin seines Schulfreundes Paul Franken (Pseudonym für Siegfried Frankl), der 1931 im „Wiener Tag“ einen ausführlichen Würdigungsartikel zu Frieds zehntem Todestag verfasste.

## Leben und Werk
Alfred Fried besuchte die Schule bis zu seinem 15. Lebensjahr. Nach einer Ausbildung zum Buchhändler arbeitete er ab 1883 in Berlin in diesem Beruf. Von 1888 bis 1895 war er (anfangs zusammen mit Jaques Gnadenfeld) Inhaber des seinen Namen tragenden Verlags. Später begann er selbst zu publizieren. Zum Pazifisten wurde er 1881 durch eine Kriegsbilderausstellung. Zehn Jahre später begann er sich intensiv der Friedenspropaganda zu widmen.

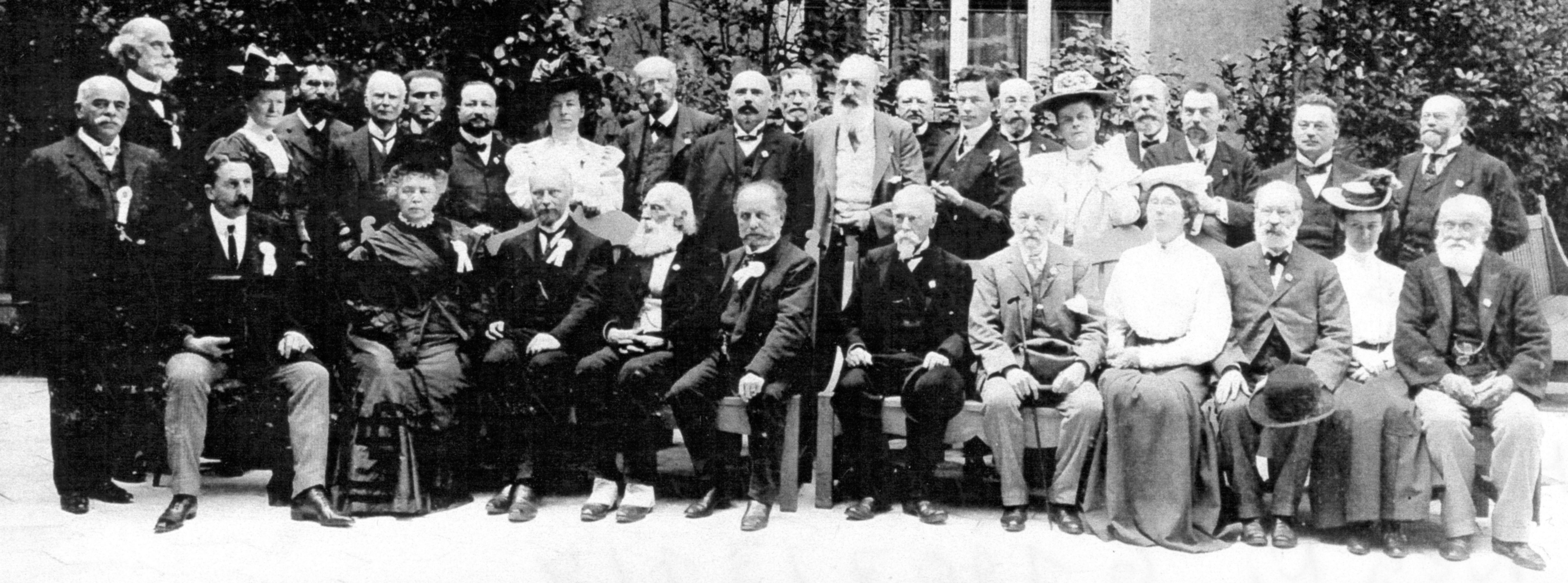
Weltfriedenskongress 1907 in München: A. H. Fried (stehende Reihe, Dritter von rechts); ebenfalls abgebildet: Bertha von Suttner, Ludwig Quidde, Frédéric Passy, Edwin Doak Mead, Henri La Fontaine

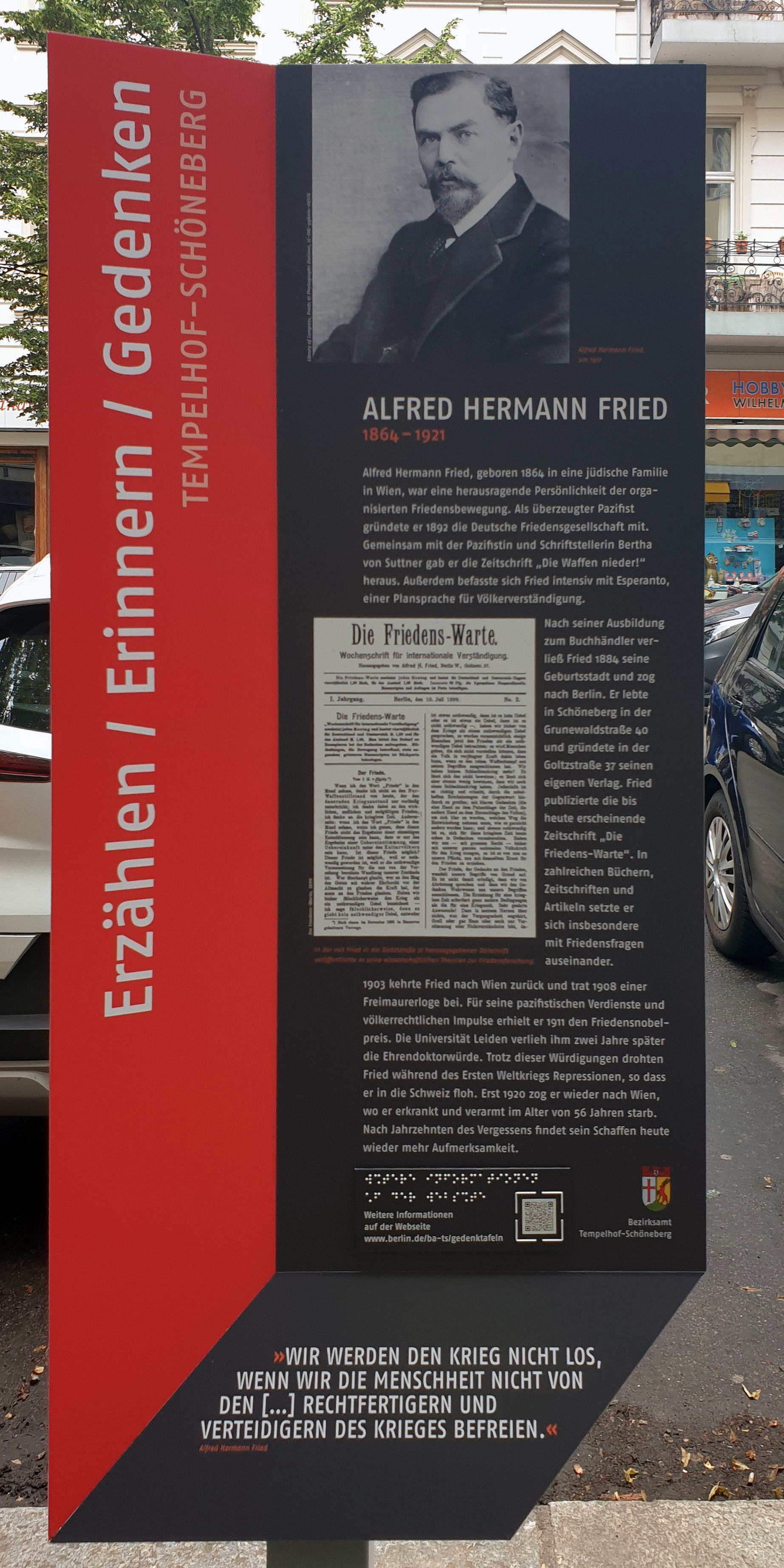
Gedenktafel in Berlin-Schöneberg

Ab 1892 gab er gemeinsam mit Bertha von Suttner die pazifistische Zeitschrift Die Waffen nieder! heraus. In ihr und der ab 1899 erscheinenden Zeitschrift Die Friedens-Warte artikulierte er seine pazifistischen Ideen. Nachdem er 1892 die Deutsche Friedensgesellschaft mitbegründet hatte, war sein Ziel, eine internationale Organisation zur Friedenssicherung zu schaffen. Ab 1894 war er regelmäßiger Besucher der internationalen Friedenskongresse und interparlamentarischen Konferenzen in Brüssel, Budapest, Kristiania und Wien. Er bereitete Berichte für die deutschsprachige Presse vor und verbreitete sie. Von 1896 bis 1900 redigierte er die Monatliche Friedenskorrespondenz, die als Zeitschrift der deutschen Friedensgesellschaft diente, und wurde 1899 Redakteur der Zeitschrift Die Waffen nieder! 1899 rief er das Komitee zur Kundgebung für die Friedenskonferenz in Berlin ins Leben und 1902 war er bei der Eröffnung des Kriegs- und Friedensmuseums in Luzern anwesend. Ab 1903 war er Mitglied des Internationalen Friedensinstitutes. Seit dem 9. Februar 1908 gehörte er der Freimaurer-Loge Sokrates in Pozsony an.
Fried war auch ein engagiertes Mitglied der Esperantobewegung. Er veröffentlichte 1903 das Lehrbuch der internationalen Hilfssprache Esperanto. 1911 gründete er mit Otfried Nippold den Verband für internationale Verständigung.
Ende Januar 1911 schlug die schwedische interparlamentarische Friedensgruppe Alfred Hermann Fried und die von ihm gegründete Deutsche Friedensgesellschaft für den Friedensnobelpreis vor. Die mit einem Preisgeld von umgerechnet 186.000 K (entspricht heute etwa 1.020.000 EUR) verbundene Verleihung fand am 10. Dezember 1911 statt, wobei die Auszeichnung zwischen Fried und Tobias Asser geteilt wurde.
Während des Ersten Weltkrieges suchte Fried, „von der deutschen Zensur bedrängt“, mit der Friedenswarte Zuflucht in der Schweiz und trat hier für die Bildung des Völkerbundes ein. Zum Friedensvertrag von Versailles und auch dem tatsächlich ins Leben gerufenen Völkerbund gegenüber äußerte er sich sehr kritisch.

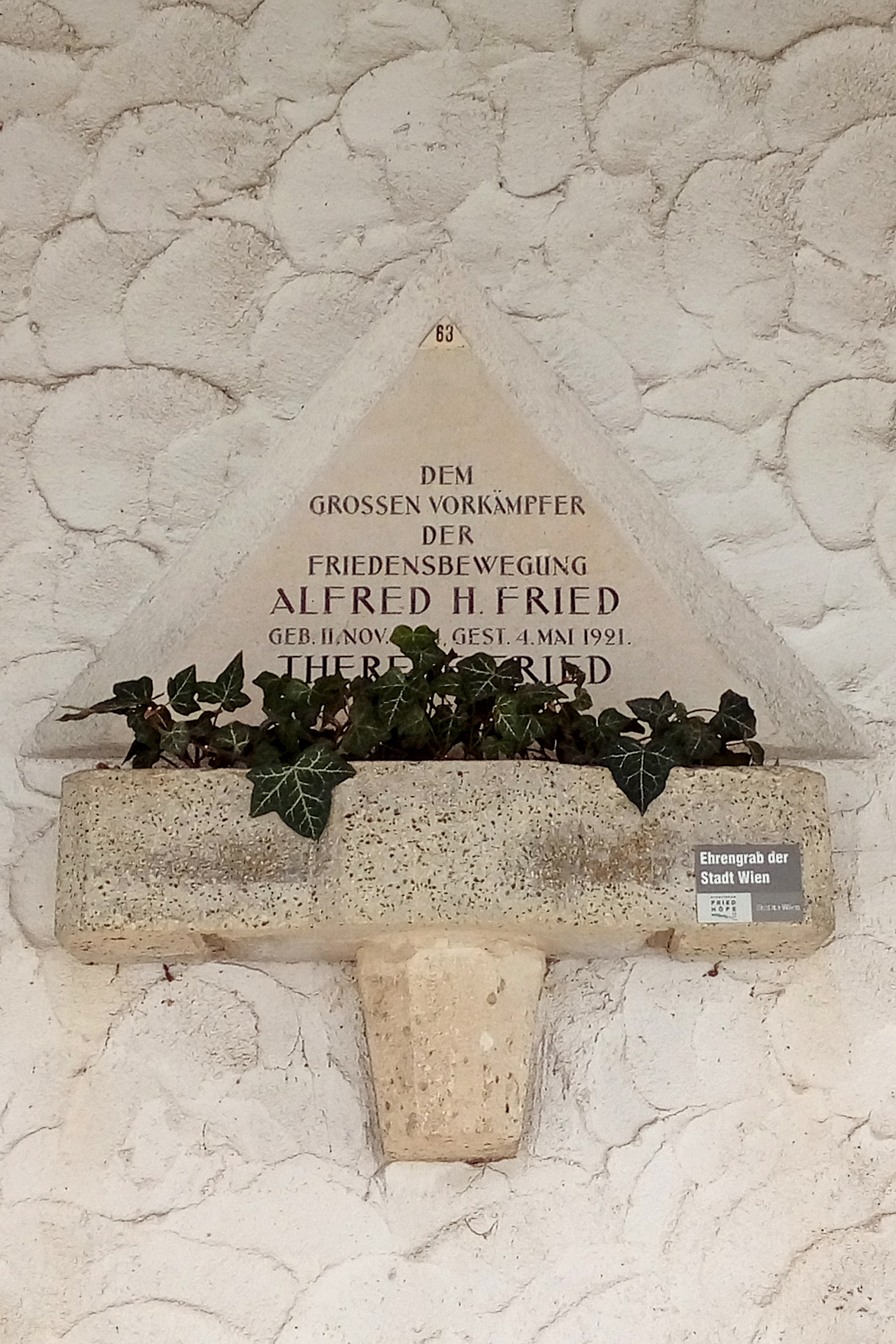
Grab Frieds im Urnenhain der Feuerhalle Simmering in Wien

Alfred Hermann Fried starb nach längerer Krankheit am 4. Mai 1921 im Wiener Rudolfsspital. Seinem letzten Willen entsprechend wurde er im Städtischen Krematorium in München am 18. Mai eingeäschert. Hierbei veranstaltete die Deutsche Friedensgesellschaft eine Trauerfeier, bei der als Redner Ludwig Quidde im Namen der Deutschen Friedensgesellschaft und des Internationalen Friedensbüros in Bern, Dr. Thiele für den Bund Neues Vaterland, Frau Wallgarten für die Internationale Frauenliga, Karl Gareis für die Unabhängige Sozialdemokratie sowie Hauptmann Schützinger für den Bund ehemaliger Kriegsteilnehmer auftraten. Danach wurde Fried im Urnenhain der Feuerhalle Simmering (Abteilung ALI, Nr. 63) zur letzten Ruhe bestattet. Sein Grab zählt zu den ehrenhalber gewidmeten bzw. ehrenhalber in Obhut genommenen Grabstellen der Stadt Wien.

„Mittwoch nachts ist im Rudolfs-Spital der bekannte Pazifist und Nobel-Preisträger Dr. Alfred H. Fried nach viermonatiger schwerer Krankheit im 56. Lebensjahre gestorben. Er war zu Wien geboren, Träger des Nobel-Preises, Ehrendoktor der Universitat Leiden und Herausgeber der bekannten Zeitschrift ‚Die Friedenswarte‘. Er hat den Pazifismus auf eine neue Grundlage gestellt. Während man früher von Abrüstung sprach, hat er die Idee der internationalen Organisation der Staaten in den Mittelpunkt seiner Bestrebungen gerückt, und so kann man ihn als einen der Vorkämpfer des Völkerbundes bezeichnen. […] Während seiner Krankheit wurde er im Rudolfs-Spital von vielen bekannten internationalen Persönlichkeiten aufgesucht; namentlich während des Sozialistenkongresses kamen viele Franzosen und Engländer an sein Krankenlager. Er mußte seine letzten Tage im Spital verbringen, da er in Wien keine Wohnung finden konnte. Die Kriegshetzer aller Parteien haben ihn gehaßt und beschimpft. Das ist die größte Ehrung, die ihm zuteil werden konnte.“

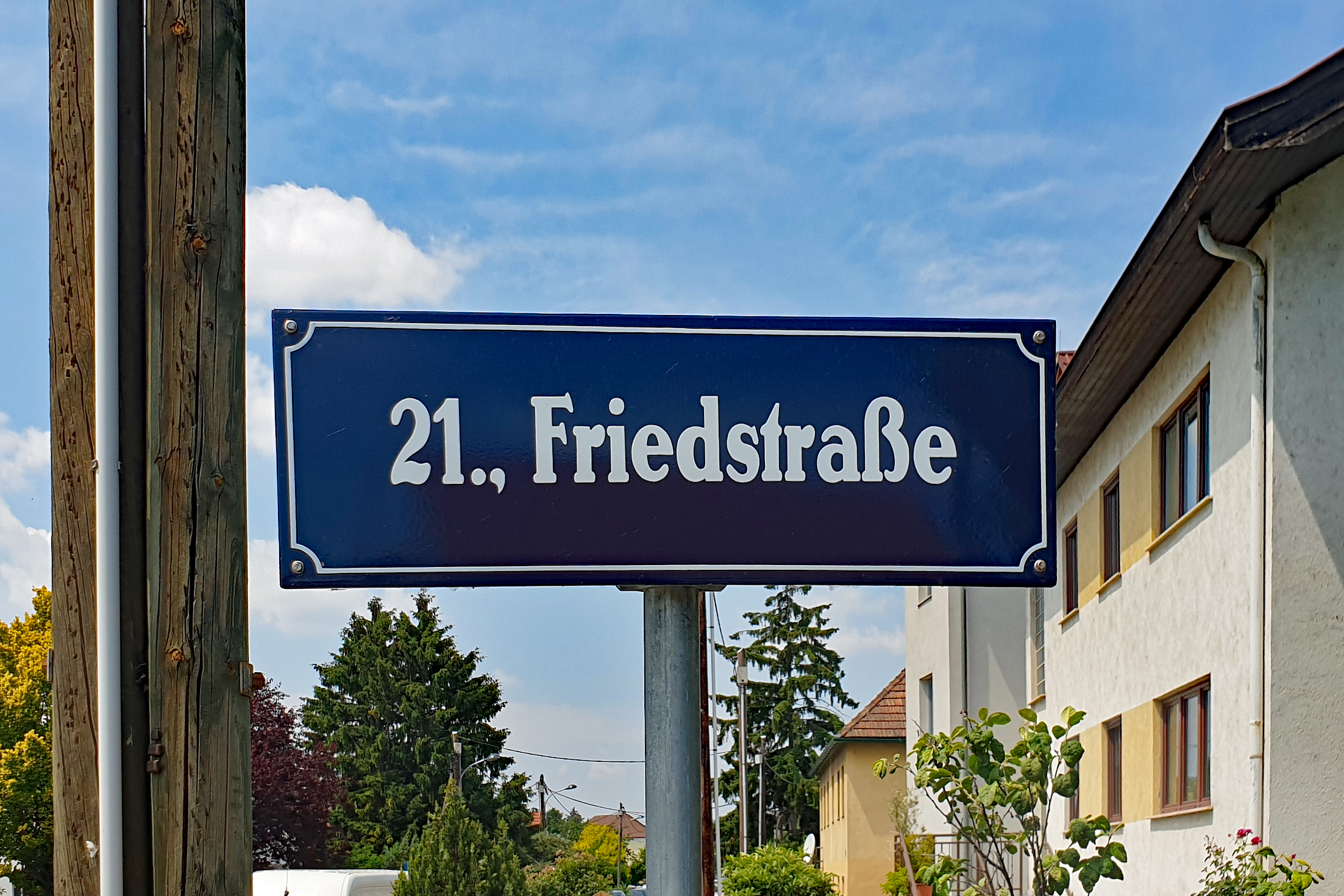
Straßenschild Friedstraße

Im Jahr 1949 wurde in Wien-Floridsdorf (21. Bezirk) die Friedstraße nach ihm benannt. Nach ihm benannte Straßen gibt es weiters in Stockerau, Attnang-Puchheim und Leitring. Am 25. Mai 2011 wurde an Frieds ehemaligem Wohnhaus in Wien-Alsergrund, Widerhofergasse 5, eine Gedenktafel enthüllt.

„Sein wahres Werk aber wird sich erfüllen, und wenn ihn auch jetzt eine eilfertige Stunde vergißt, kommt doch jene andere, da in Jahrzehnten oder Jahrhunderten die Vereinigten Staaten von Europa derer sich entsinnen werden, die mit ihren Gedanken, mit ihrem Leben und ihrer Qual in dunkelster Zeit die Fundamente gehöhlt und die ersten Pläne des zukünftigen Baues gezeichnet. Und dann wird auch der Name Alfred H. Frieds, dieses ausgezeichneten Menschen, wieder auferstehen: denn wie könnte man das Leben ertragen ohne den Glauben an eine geheimnisvolle Gerechtigkeit, die es nicht duldet, daß irgendeine reine Anstrengung verloren und vergeblich bliebe, und die den Namen eines jeden zu Unrecht Vergessenen immer in rechter Stunde erneut.“

## Auszeichnungen
- Friedensnobelpreis 1911 (gemeinsam mit Tobias Asser)
- Dr. sc. pol. h. c., Universität Leiden

## Werke (Auswahl)
- Die landläufigsten Citate und berühmtesten Aussprüche in deutscher, lateinischer, französischer, englischer und italienischer Sprache, s. a. – archive.org.
- Das Tagebuch eines zum Tode Verurteilten. 1898
- Die Haager Conferenz, ihre Bedeutung und ihre Ergebnisse. 2. Tausend, 1900
- Kleine Anzeigen. Sociale Streifbilder vom Jahrmarkt des Lebens, 1900. – archive.org.
- Lehrbuch der internationalen Hilfssprache „Esperanto“. Mit Wörterbuch in Esperanto-Deutsch und Deutsch-Esperanto. 1903
- Deutschland und Frankreich. Ein Wort über die Notwendigkeit und Möglichkeit einer deutsch-französischen Verständigung. 1904
- Weder Sedan noch Jena. Continent, Berlin 1904 – archive.org
- Handbuch der Friedensbewegung, 1905. – archive.org.
- Die moderne Friedensbewegung, 1907. – archive.org.
- Die zweite Haager Konferenz, ihre Arbeiten, ihre Ergebnisse und ihre Bedeutung. 1907
- Die Grundlagen des revolutionären Pacifismus, 1908. – archive.org.
- Das internationale Leben der Gegenwart. 1908
- Wien – Berlin. Ein Vergleich. 1908 – Faksimile
- Der kranke Krieg. 1909
- Der Kaiser und der Weltfrieden. Maritima, Berlin 1910 – archive.org
- Pan-Amerika. Entwicklung, Umfang und Bedeutung der pan-amerikanischen Bewegung (1810–1910). Maritima, Berlin 1910 – archive.org
- Handbuch der Friedensbewegung. 2., gänzlich umgearbeitete und erweiterte Auflage. Ausgabe in 1 Band, 1911 und 1913
- Kurze Aufklärungen über Wesen und Ziel des Pacifismus. 1914 – archive.org
- Europäische Wiederherstellung, 1915. – Volltext online
- Vom Weltkrieg zum Weltfrieden. Zwanzig Kriegsaufsätze, 1916. – Volltext online
- Die Forderung des Pazifismus, 1916. – Volltext online
- — (Hrsg.), Bertha von Suttner: Der Kampf um die Vermeidung des Weltkrieges. Randglossen aus zwei Jahrzehnten zu den Zeitereignissen vor der Katastrophe. 1892–1900 und 1907–1914. 2 Bände, 1917. – Band II in Teilen online
- Die Bestrebungen der Vereinigten Staaten für Ausbau und Festigung einer zwischenstaatlichen Ordnung (1794–1917), 1917. – Volltext online
- Mein Kriegstagebuch. 4 Bände, 1918/20 – Volltext online
  - Band I: Das erste Kriegsjahr (7. August 1914 bis 28. Juli 1915) – archive.org
  - Band III: Das dritte Kriegsjahr (1. August 1916 bis 28. Juli 1917) – archive.org
  - Band IV: Das vierte Kriegsjahr (1. August 1917 bis 30. Juni 1919) – archive.org
- Probleme der Friedenstechnik, 1918. (Band 6 der Reihe Nach dem Weltkrieg). – Volltext online
- — (Hrsg.), Viscount Grey: Der Völkerbund. Ein Sammelbuch. 1919
- Der Weltprotest gegen den Versailler Frieden. 1919